# Debbie Rockt
Debbie Rockt! ist eine deutsche Popband, die 2002 in Reutlingen gegründet wurde.
Der aktuelle Bandname leitet sich von einer Straßenmusikerin namens Debbie ab, welche die Bandmitglieder in Berlin trafen.

## Geschichte
Gegründet wurde die Band im September 2002 unter dem Namen „Deep Mind“ durch Paulina „Paule“ Kammerlocher (* 28. Oktober), Rosa Stecher (* 10. Oktober 1987 in Stuttgart-Bad Cannstatt) und Margot „Tan“ Cichy (* 21. Dezember 1987 in Warschau, Polen). Im Juni 2003 wurde die Band um Katharina „Kathi“ Seitz (* 29. Dezember 1987 in Heilbronn) erweitert und in „Skylla“ umbenannt. In den folgenden Jahren trat die Band live im Raum Reutlingen auf, so bei den Rock Days 2005 in Bad Urach. Im Jahr 2006 kam es erneut zu Änderungen in der Besetzung und im Namen. Paulina „Paule“ Kammerlocher schied aus der Band aus, Sofia „Fie“ Stark (* 4. Januar 1991 in Ruit) und Denise Emily Wilson (* 21. Oktober 1989 in Stuttgart) kamen hinzu, wobei der Name in „Debbie Rockt!“ geändert wurde. Den ersten Fernsehauftritt hatte Debbie Rockt! bei VIVA Live.
Ihre erste Single Ich rocke erschien am 7. April 2007. VIVA unterstützte die Band und setzte ihr Musikvideo auf die höchste Rotationsstufe. Die zweite Single Nie mehr Schule / Poppsong – eine Coverversion des gleichnamigen Liedes von Falco – erschien am 29. Juni 2007, das Album Egal was ist... am 13. Juli 2007. 
Die letzte Ankündigung für ein Konzert auf der Band-Website ist vom Juni 2008. Auf der Myspace-Seite der Band wurde am 1. Januar 2009 das Lied Liebe Ana veröffentlicht.
Denise Wilson gründete 2009 eine neue Punkrockband namens „Electric Love“. Dort übernahm sie die Lead Vocals und spielt Bass.
Fie tritt seit 2010 als Solokünstlerin unter ihrem bürgerlichen Namen Sofia Stark auf. Sie begleitet sich selbst am Klavier oder der Gitarre und schreibt deutsche Lieder.

## Diskografie

### Alben
als Skylla
- 2003: Lying Society
- 2004: Listen to the Picture

als Debbie Rockt!

| Jahr | Titel          | Höchstplatzierung, Gesamtwochen, AuszeichnungChartplatzierungen (Jahr, Titel, Platzierungen, Wochen, Auszeichnungen, Anmerkungen) | Höchstplatzierung, Gesamtwochen, AuszeichnungChartplatzierungen (Jahr, Titel, Platzierungen, Wochen, Auszeichnungen, Anmerkungen) | Höchstplatzierung, Gesamtwochen, AuszeichnungChartplatzierungen (Jahr, Titel, Platzierungen, Wochen, Auszeichnungen, Anmerkungen) | Anmerkungen                         |
| Jahr | Titel          | DE | AT | CH | Anmerkungen                         |
| ---- | -------------- | --- | --- | --- | ----------------------------------- |
| 2007 | Egal was ist … | DE73 (1 Wo.)DE | — | — | Erstveröffentlichung: 13. Juli 2007 |

### Singles
| Jahr | Titel Album                                | Höchstplatzierung, Gesamtwochen, AuszeichnungChartplatzierungen (Jahr, Titel, Album, Platzierungen, Wochen, Auszeichnungen, Anmerkungen) | Höchstplatzierung, Gesamtwochen, AuszeichnungChartplatzierungen (Jahr, Titel, Album, Platzierungen, Wochen, Auszeichnungen, Anmerkungen) | Höchstplatzierung, Gesamtwochen, AuszeichnungChartplatzierungen (Jahr, Titel, Album, Platzierungen, Wochen, Auszeichnungen, Anmerkungen) | Anmerkungen                         |
| Jahr | Titel Album                                | DE | AT | CH | Anmerkungen                         |
| ---- | ------------------------------------------ | --- | --- | --- | ----------------------------------- |
| 2007 | Ich Rocke Egal was ist …                   | DE53 (5 Wo.)DE | AT63 (2 Wo.)AT | — | Erstveröffentlichung: 7. April 2007 |
| 2007 | Nie Mehr Schule / Popp Song Egal was ist … | DE51 (6 Wo.)DE | AT46 (5 Wo.)AT | — | Erstveröffentlichung: 29. Juni 2007 |